# Peter Martinček van Grob
Peter Martinček van Grob (født 13. november 1962 i Bratislava, Slovakiet - død 14. februar 2021) var en slovakisk komponist, dirigent og lærer.
Martinček van Grob studerede komposition og direktion på Musikkonservatoriet i Bratislava (1978-1982). Han studerede senere komposition videre på Akademiet for Musik og Drama i Bratislava hos bl.a. Dezider Kardos. Martinček van Grob studerede på et stipendium i (1986) komposition hos Franco Donatoni på Musikkonservatoriet i Siena i Italien. Han har skrevet fire symfonier, orkesterværker, en klaverkoncert, kammermusik, elektronisk musik, scenemusik, kormusik, sange, klaverstykker, orgelstykker, og musik for mange instrumenter etc. Martinček van Grob underviste som lærer i komposition på Musikkonservatoriet i Bratislava (1987-2021), og var fra (1990) leder af komponist og direktions afdelingen på stedet. Arbejdede ved "Instituttet for Teoretiske Fag" ved Akademiet for Musik og Drama, hvor han underviste i æstetik af musik og musikhistorie i det 20. århundrede (1995-1998). Har undervist mange af eftertidens unge slovakiske komponister. Specielt hans symfonier hører til de vigtige orkesterværker inden for genren, fra Slovakiet i nyere tid.

## Udvalgte værker
- Symfoni nr. 1 (1987) - for orkester
- Symfoni nr. 2 (2008/2009) - for orkester
- Symfoni nr. 3 (2011) - for orkester
- Symfoni nr. 4 (2013) - for orkester
- "Simon Bolivar" (1982) - for orkester
- "Forårsoptakt" (1985) - for orkester